# Semeník

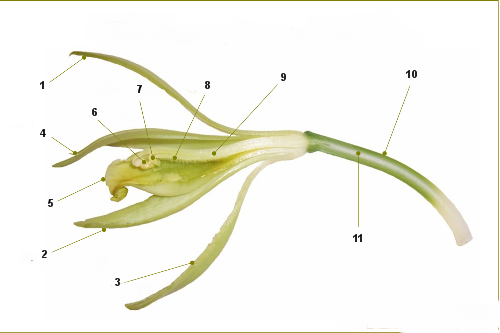
Květ vanilky
8 – blizna, 9 – čnělka, 10 – spodní semeník dlouhý několik cm

Semeník (ovarium) je část samičího květu rostlin. Je to zduřelá část pestíku, kde je na semenici umístěno jedno nebo více vajíček. Na semeník navazuje čnělka zakončena bliznou. Někdy přisedá semeník přímo na bliznu např. u máku. Semeník mají pouze rostliny krytosemenné.

## Funkce
Po oplození vaječné buňky a jejím vyklíčení na blizně proroste pylová láčka čnělkou do semeníku a vtáhne za sebou generativní buňku, která se tam dále vyvíjí. Ze semeníku vznikne postupně plod, který přebírá stejný úkol jako měl semeník - chránit semena. Semeník se postupně přemění na plod a jeho stěna v oplodí – třívrstvý perikap (exokarp, mezokarp a endokarp), např. jablko nebo meloun jsou přeměněný spodní semeník.

## Rozdělení
Z morfologického hlediska jsou tři možné typy semeníku:
- semeník svrchní (ovarium superum) – je vývojově původní, květní obaly i tyčinky vyrůstají pod semeníkem, vyskytuje se např. u čeledi brukvovitých či liliovitých,
- semeník spodní (ovarium inferum) – je vývojově odvozený, k jeho vzniku došlo bočním i radiálním srůstem dolních květních obalů, nitek tyčinek a částečně květního lůžka. Květní obaly a tyčinky vyrůstají nad semeníkem. Vzniklý miskový až pohárový útvar se nazývá češule (hypanthium) a vyskytuje se např. u čeledi rostlin miříkovitých nebo amarylkovitých,
- semeník polospodní (ovarium semiinferum) – v dolní polovině je srostlý se spodinami ostatních květních orgánů a v horní polovině je volný, tj. květní obaly a tyčinky vyrůstají přibližně uprostřed semeníku např. u lomikamene.